# Breynia glauca
Breynia glauca är en emblikaväxtart som beskrevs av William Grant Craib. Breynia glauca ingår i släktet Breynia och familjen emblikaväxter. Inga underarter finns listade i Catalogue of Life.